# Anne Applebaum
Anne Elizabeth Applebaum, född 25 juli 1964 i Washington, D.C., är en amerikansk-polsk journalist och författare.

## Biografi
Anne Applebaum har studerat vid Yale University, London School of Economics och vid St Antony's College på Oxfords universitet. 
Applebaum är mest känd för boken Gulag: de sovjetiska lägrens historia (GuLag: A History) 2003, för vilken hon fick bland annat 2004 års Pulitzerpris. Tidigare har hon utgivit Between East and West (1996) för vilken hon erhöll Adolph Bentincks pris. Hon har regelbundet skrivit för The Washington Post.
Appelbaum, som är av judisk härkomst, är gift med den förre polske försvarsministern, utrikesministern och talmannen Radosław Sikorski med vilken hon har två söner. Hon talar förutom engelska även flytande franska, polska och ryska. Hon blev polsk medborgare 2013.